# Autoritratto (Cézanne 1882)
Autoritratto è un dipinto a olio su tela (46 × 38 cm) realizzato nel 1882 circa dal pittore Paul Cézanne.
È conservato nel Musée d'Orsay di Parigi.